# چویونکانه (پرو)
چویونکانه (به اسپانیایی: Chulluncane) یک کوه در پرو است که در استان تاکنا واقع شده‌است. چویونکانه ۴٬۶۰۰ متر بالاتر از سطح دریا واقع شده‌است.